# Kimberley Le Court de Billot
Mary Patricia Kimberley Le Court de Billot ou Kim Le Court Pienaar, née le 23 mars 1996 à Curepipe, est une coureuse cycliste mauricienne. Elle pratique le VTT et le cyclisme sur route, et progresse très vite dans les années 2020, au sein de l'élite féminine mondiale de ce cyclisme sur route.

## Biographie
Kimberley Le Court de Billot est issue d'une famille passionnée de sport, d'un père Bernard originaire de France et d'une mère Patricia originaire d'Écosse. Durant son enfance, elle contracte la malaria à Madagascar et frôle la mort. Elle commence le cyclisme à l'âge de 12 ans après s'être essayée au rugby, au tennis, au golf et surtout au football de 6 à 12 ans, un sport qu'elle appréciait particulièrement. Les débuts en vélo c'était la confrontation avec les garçons, étant la seule fille dans la plupart des courses sur l'île Mauricienne. Chez les cadettes, elle remporte deux grandes courses avec 200 participantes en Afrique du Sud et une troisième place dans une course toutes catégories Femmes à Knysna (Afrique du Sud), alors qu'elle n'a que 16 ans. Chez les juniors (moins de 19 ans), elle représente son île à plusieurs reprises lors de compétitions internationales telles que les championnats du monde de VTT 2013 en Afrique du Sud, les Jeux olympiques de la Jeunesse 2014 et les championnats du monde de cyclisme sur route 2014. Aux championnats d'Afrique de VTT 2014, elle décroche une médaille de bronze sur le cross-country juniors.
Au cours des deux années suivantes, elle court pour l'équipe britannique Matrix Fitness, puis l'équipe espagnole Bizkaia-Durango lors de courses sur route en Europe, mais son meilleur résultat durant cette période est avec sa victoire dans la course en ligne aux Jeux africains. Dans les années qui suivent, elle déménage en Afrique du Sud, où vit son compagnon et où elle est active pour des équipes du pays et court principalement sur le continent africain. Sur route et en VTT, elle remporte plusieurs médailles aux championnats d'Afrique et plusieurs titres sur les championnats de Maurice. Avec l'équipe mauricienne, elle gagne plusieurs titres en contre-la-montre par équipes et en relais mixte aux championnats d'Afrique sur route. Elle représente également son pays aux Jeux du Commonwealth de 2018 et 2022.
Elle connait une année 2023 très réussie avec deux prestigieuses victoires sur des courses par étapes de VTT cross-country avec le Cape Epic et le Swiss Epic, où elle fait équipe avec Vera Looser. Elle obtient également la 10e place aux championnats du monde de cross-country marathon.
En 2024, elle rejoint le peloton international élite en s'engageant auprès de l'équipe AG Insurance-Soudal, une équipe World Tour féminine belge. En janvier 2024, elle atteint le top 10 dans une course WorldTour pour la première fois avec sa neuvième place sur la Deakin University Elite Women's Road Race. Plus tard dans la saison, elle récidive en terminant neuvième de la Classic Bruges-La Panne et dixième de Paris-Roubaix. En juillet de la même année, elle remporte la dernière étape du Tour d'Italie, sa première victoire dans une course inscrite au calendrier de l’UCI World Tour.
En 2025, elle remporte Liège-Bastogne-Liège, monument du cyclisme. Alors que toute possibilité de victoire semblait perdue, elle s'extrait du peloton pour rejoindre l'échappée puis s'impose au sprint devant deux des favorites, les Néerlandaises Puck Pieterse, deuxième, et Demi Vollering. Elle confirme ainsi sa progression au sein de l'élite féminine du cyclisme.

## Palmarès sur route

### Par années
- 2015
  -  Médaillée d'or de la course en ligne aux Jeux africains
- 2016
  -  Championne de Maurice sur route
  -  Médaillée de bronze du championnat d'Afrique sur route
- 2017
  -  Médaillée d'argent du championnat d'Afrique sur route
- 2018
  - Vainqueur du 100 Cycle Challenge féminin
- 2019
  -  Championne de Maurice sur route
- 2022
  -  Championne d'Afrique du contre-la-montre par équipes mixte
  -  Médaillée d'argent du championnat d'Afrique sur route
  -  Médaillée d'argent du championnat d'Afrique sur route par équipes
- 2023
  -  Championne d'Afrique du contre-la-montre par équipes
  -  Championne d'Afrique du contre-la-montre par équipes mixtes
  - Cape Town Cycle Tour
  -  Médaillée de bronze du championnat d'Afrique du contre-la-montre
- 2024
  -  Championne de Maurice sur route
  -  Championne de Maurice du contre-la-montre
  - 8e étape du Tour d'Italie
  - 9e de la Deakin University Elite Women’s Road Race
  - 9e de la Classic Bruges-La Panne
  - 10e de Paris-Roubaix
- 2025
  -  Championne de Maurice sur route
  -  Championne de Maurice du contre-la-montre
  - Liège-Bastogne-Liège
  - 1re étape du Tour de Grande-Bretagne
  - 5e étape du Tour de France
  - 3e du Tour des Émirats arabes unis
  - 5e de Milan-San Remo
  - 5e du Tour des Flandres
  - 6e de la Flèche wallonne
  - 10e du Trofeo Alfredo Binda-Comune di Cittiglio

### Résultats sur les grands tours

#### Tour d'Italie
1 participation :
- 2024 : 18e, vainqueure de la 8e étape

#### Tour de France
2 participations :
- 2024 : 36e
- 2025 : 16e, vainqueure de la 5e étape,  maillot jaune pendant 4 jours

### Classements mondiaux
| Année                                 | 2015 | 2016 | 2017 | 2018 | 2019 | 2020 | 2021 | 2022 | 2023 | 2024 |
| ------------------------------------- | ---- | ---- | ---- | ---- | ---- | ---- | ---- | ---- | ---- | ---- |
| Classement UCI                        | 148e | 212e | 171e | 327e | 179e | nc   | nc   | 131e | 262e | 58e  |
| UCI World Tour                        |      | nc   | nc   | nc   | nc   | nc   | nc   | nc   | nc   | 35e  |
|                                       |      |      |      |      |      |      |      |      |      |      |
| Légende : nc = non classéSource : UCI |      |      |      |      |      |      |      |      |      |      |

## Palmarès en VTT

### Championnats d'Afrique
- 2014
  -  Médaillée de bronze du cross-country juniors
- 2022
  -  Médaillée de bronze du cross-country

### Jeux africains
- 2019
  -  Médaillée d'or du cross-country marathon
  -  Médaillée de bronze du cross-country

### Championnats de Maurice
- 2022
  -  Championne de Maurice de cross-country
  -  Championne de Maurice de cross-country marathon
- 2023
  -  Championne de Maurice de cross-country

## Famille
Elle est la sœur du coureur cycliste Olivier Le Court de Billot. Kim et le cycliste Sud-Africain Ian Pienaar sont mariés depuis 2023.